# 零复制
零复制（英語：Zero-copy；也译零拷贝）技术是指计算机执行操作时，CPU不需要先将数据从某处内存复制到另一个特定区域。这种技术通常用于通过网络传输文件时节省CPU周期和内存带宽。

## 原理
操作系统某些组件（例如驱动程序、文件系统和网络协议栈）若采用零复制技术，则能极大地增强了特定应用程序的性能，并更有效地利用系统资源。通过使CPU得以完成其他而非将机器中的数据复制到另一处的任务，性能也得到了增强。另外，零复制操作减少了在用户空间与内核空间之间切换模式的次数。
举例来说，如果要读取一个文件并通过网络发送它，传统方式下每个读/写调用周期都需要2次额外的复制数据（1次从内核复制到用户空间、1次从用户复制到内核空间）和4次上下文切换，而数据的复制都需要依靠CPU。而使用零复制技术通过使用内存映射文件mmap和一个写调用周期发送该文件，可将上下文切换减少到每个写调用2次，并避免之前2次额外的复制。sendfile调用完成同样的操作可将上下文切换减少到每个sendfile调用2次，并且同样不需要CPU复制数据（在用户空间和内核空间之间）。
零复制协议对于网络链路容量接近或超过CPU处理能力的高速网络尤为重要。在这种网络下，CPU几乎将所有时间都花在复制要传送的数据上，因此将成为使通信速率低于链路容量的瓶颈。

## 硬件实现
最早的实现为IBM OS/360，其中一个程序可以指示通道子系统从一个文件或设备复制数据块到另一处，无需先转移数据。
实现零复制的软件通常依靠基于直接記憶體存取（DMA）的复制，以及通过内存管理单元（MMU）的内存映射。这些功能需要特定硬件的支持，并通常涉及到特定存储器的对齐。
一种较新的方式为使用异构系统架构（HSA），便于CPU和GPU以及其他处理器传递指针。这需要CPU和GPU使用统一地址空间。

## 程序访问
数种操作系统都通过特定API支持文件的零复制。
Linux内核通过各个系统调用支持零复制，例如sys/socket.h的sendfile、sendfile64以及splice。它们部分在POSIX中指定，因此也存在于BSD内核或IBM AIX中，部分则是Linux内核API中独有。
Microsoft Windows通过TransmitFile API支持零复制。
Java输入流可以通过java.nio.channels支持零复制。FileChannel的transferTo()方法也可以支持零复制（如果底层操作系统支持）。
远程直接内存访问（RDMA）协议深度依赖零复制技术。